# 滨湖镇 (滕州市)
滨湖镇，是中华人民共和国山東省枣庄市滕州市下辖的一个乡镇级行政单位。

## 行政区划
滨湖镇下辖以下地区：
田桥村、西董村、西洋汶东村、西洋汶中村、西洋汶西村、邱村、宋村、邵村、小刘庄村、王雷楼村、西谢庄村、生庄村、望庄村、李村、东马村、刁村、陈宏楼村、南徐楼村、四合村、西马村、东周村、后辛安村、中辛安村、吕堂村、西辛安村、西周村、胡楼村、严村、赫村、秦庄村、东盖村、后盖村、胡路口村、西盖村、岗头村、花园村、东屯前村、东屯后村、稻屯村、西屯村、北焦村、李仓村、下王庄村、西焦村、东焦村、徐楼村、黄桥村、奎子西村、奎子东村、人民庄村、七所楼村、王堂村、南陈庄村、前郁郎村、民生村、秦村、后郁郎村、坊上村、东官庄村、金马山村、山头庄村、苏坡村、东黄庄村、东陈庄村、三山村、后纸坊村、前纸坊村、孟楼村、郭楼村、代庄村、朱村、西黄庄村、屈庄村、阳关村、孙阁村、渔营村、东古民族村、西古村、后古村、朱寨村、北双井村、西双井村、东双井村、东迭湖村、中迭湖村、西迭湖村、卢庄村、西韩楼村、向阳村和上王庄村。

## 人口
2010年中国第六次人口普查时，滨湖街道共有人口48710人。共有家庭10975户，平均每户3.35人。14岁以下的少年儿童共7603人，占总人口15.60%；15-64岁人口共36913人，占总人口75.78%；65岁及以上的老年人共4194人，占总人口的8.610%。男性共计25332人，占总人口52.00%；女性共计23378，占总人口47.99%。本地居住的人口中，拥有本地户籍的人口为40083人，占82.28%。